# لستر کارنی
لستر کارنی (انگلیسی: Lester Carney؛ زادهٔ ۳۱ مارس ۱۹۳۴) دونده سرعت اهل ایالات متحده آمریکا بود.
وی در مسابقات کشوری و بین‌المللی در مجموع برندهٔ ۲ مدال نقره شده‌است.